# Grande Symphonie funèbre et triomphale
Grande Symphonie funèbre et triomphale, op. 15 is een compositie voor harmonieorkest van de Franse componist Hector Berlioz. Het is de vierde en laatste symfonie van Berlioz. De opdracht voor de compositie is verstrekt door de minister van Binnenlandse Zaken Charles de Rémusat ter gelegenheid van de onthulling van de gedenkzuil Colonne de Juillet tijdens de feestelijkheden ter gelegenheid van de 10e verjaardag van de Julirevolutie op 28 juli 1840. 
De Grande Symphonie funèbre et triomphale bestaat uit drie delen:
1. Marche funèbre (Begrafenismars) in f mineur
2. Oraison funèbre (Grafrede) in G majeur, en
3. Apothéose (Apotheose) in Bes majeur

## Discografie
- Orchestre d'harmonie des gardiens de la paix de la préfecture de police de Paris onder leiding van Philippe Ferro op het label "Arpège et Calliope" CAL 9137 – Symphonie funèbre et triomphale
- United States Marine Band "The Presidents Own" onder leiding van Colonel John R. Bourgeois op het label "Mark Masters" – Music of Hector Berlioz; The President's Own United States Marine Band
- Royal Northern College of Music Wind Orchestra, Joseph Alessi (trombone solo) onder leiding van Timothy Reynish op het label "Chandos" Chan 9897 – Berlioz, Schmitt, Milhaud, Saint-Saens, Bozza – French Wind Band Classics
- The Wallace Collection onder leiding van John Wallace op het label "Nimbus Records" – Berlioz: Grande Symphonie funèbre et triomphale
- Tokyo Kosei Wind Orchestra onder leiding van Chikara Imamura op het label "BIS" – Windpower – Christian Lindberg with the Tokyo Kosei Wind Orchestra (tweede deel alleen)
- Pannonisches Blasorchester onder leiding van Peter Forcher op het label "Tyrolis Music" CD 352488 – Europa Sinfonie 1

## Orkestratie
De in de partituur voorgeschreven minimale bezetting bestaat uit 107 uitvoerenden, en de grootste met strijkers, koor en verdere blazers uit 391 uitvoerenden. In de tijd van Berlioz werd het werk met bezettingen uitgevoerd, die zich van 130 muzikanten in het Conservatoire op 19 november 1843 tot 1800 muzikanten in het Hippodrome op 24 juli 1846 onder de leiding van Tilmant uitbreiden.
houtblazers
4 piccolo in c
5 dwarsfluiten in c
5 hobo's
5 Esklarinetten
14 klarinetten I in bes
12 klarinetten II in bes
2 basklarinetten in bes
8 fagotten I+II
1 contrafagot
koperblazers
4 hoorns I+II in F
4 hoorns III+IV in As
4 hoorns V+VI in C
4 trompetten I+II in F
4 trompetten III+IV in C
4 kornetten (Cornets à Piston) I+II in As
4 alt- of tenortrombones I
4 tenortrombones II
4 tenortrombones III
1 bastrombone
3 Ophicleïdes I
3 Ophicleïdes II
slagwerk
8 kleine trommen
1 grote trom
3 paren bekkens
1 Tamtam
2 Pauken (1 speler)
toevoegingen in 1842
koorzangers
80 sopranen I+II
60 tenoren I+II
60 bassen I+II
strijkers
20 violen I
20 violen II
15 altviolen
15 cello's
10 contrabassen